# Paulo Mendes Peixoto
Paulo Mendes Peixoto (Imbé, 25 febbraio 1951) è un arcivescovo cattolico brasiliano, dal 7 marzo 2012 arcivescovo metropolita di Uberaba.

## Biografia

### Formazione e ministero sacerdotale
Dopo aver frequentato gli studi di filosofia e teologia presso il seminario San Pio X di Caratinga, è stato ordinato sacerdote l'8 dicembre 1979.
Successivamente ha conseguito la licenza in storia presso la facoltà di Caratinga e in diritto canonico presso l'Istituto superiore di diritto canonico dell'arcidiocesi di Rio de Janeiro.
Ha ricoperto gli incarichi di economo e direttore spirituale del seminario diocesano; membro del Collegio dei consultori; docente di diritto canonico in seminario e giudice nel tribunale ecclesiastico diocesano.
Inoltre, è stato tra i fondatori della Società brasiliana di canonisti, della quale ha svolto anche l'incarico di segretario.

### Ministero episcopale
Il 7 dicembre 2005 papa Benedetto XVI lo ha nominato vescovo di São José do Rio Preto.
Il 25 febbraio 2006 ha ricevuto la consacrazione episcopale dalle mani del vescovo Hélio Gonçalves Heleno, co-consacranti il vescovo di Caratinga José Eugênio Corrêa e il vescovo di Itabira-Fabriciano Odilon Guimarães Moreira.
Il 7 marzo 2012 è nominato dallo stesso papa Benedetto XVI arcivescovo metropolita di Uberaba.
Dal 21 marzo 2018 al 27 febbraio 2019 ha ricoperto il ruolo di amministratore apostolico di Formosa.

## Genealogia episcopale e successione apostolica
La genealogia episcopale è:
- Cardinale Scipione Rebiba
- Cardinale Giulio Antonio Santori
- Cardinale Girolamo Bernerio, O.P.
- Arcivescovo Galeazzo Sanvitale
- Cardinale Ludovico Ludovisi
- Cardinale Luigi Caetani
- Cardinale Ulderico Carpegna
- Cardinale Paluzzo Paluzzi Altieri degli Albertoni
- Papa Benedetto XIII
- Papa Benedetto XIV
- Cardinale Enrico Enriquez
- Arcivescovo Manuel Quintano Bonifaz
- Cardinale Buenaventura Córdoba Espinosa de la Cerda
- Cardinale Giuseppe Maria Doria Pamphilj
- Papa Pio VIII
- Papa Pio IX
- Cardinale Gustav Adolf von Hohenlohe-Schillingsfürst
- Arcivescovo Salvatore Magnasco
- Cardinale Gaetano Alimonda
- Cardinale Agostino Richelmy
- Arcivescovo Angelo Giacinto Scapardini, O.P.
- Arcivescovo Helvécio Gomes de Oliveira, S.D.B.
- Arcivescovo Oscar de Oliveira
- Vescovo Hélio Gonçalves Heleno
- Arcivescovo Paulo Mendes Peixoto

La successione apostolica è:
- Vescovo Geraldo dos Reis Maia (2024)